# Patricia Ferreira
Patricia Ferreira (Madrid, 1958 - 27 de desembre de 2023) va ser una directora i guionista de cinema espanyola.

## Biografia
Nascuda a Madrid, posteriorment va treballar també a Galícia, terra de la seva família. Es va llicenciar en Ciències de la Imatge i Periodisme a la Universitat Complutense de Madrid.
Va començar com a crítica i periodista cinematogràfica a TVE, Ràdio Nacional d'Espanya i en la revista Fotogramas, i més tard va treballar en televisió com a realitzadora, directora i guionista de, entre d'altres, TV movies com "El paraíso"; retransmissions, com la del Goya d'Honor a Ana Belén i, especialment, sèries i programes culturals, informatius i documentals realitzats a Espanya, Europa i tota Amèrica Llatina.
Entre aquestes sèries i programes estan entre altres "Equinoccio", sèrie documental sobre temes llatinoamericans produïda per TVE; "Un dia en la vida dels nostres avantpassats", sèrie documental que recrea la vida en la prehistòria; diversos capítols de "Un pais en la mochila", la sèrie presentada per José Antonio Labordeta que recorria Espanya; "Paraisos cercanos", sèrie documental de viatges amb guions d'escriptors com Rafael Chirbes o Javier Marías; o "Todo el mundo és música", sèrie de documentals dedicats als principals músics de la "world music" a Llatinoamèrica.
L'any 2000 va debutar al cinema, com a directora de Sé quién eres, pel·lícula que es va estrenar en el festival de Berlín, secció Panorama i li va valer la nominació a un Goya a la millor direcció novella, i altres dues nominacions: al millor actor (Miguel Ángel Solá) i a la millor música (José Nieto), sent guanyadora de l'última.
L'any 2002 va estrenar El alquimista impaciente, adaptació de l'obra homònima de Lorenzo Silva, que li va valdre el premi del Cercle d'Escriptors Cinematogràfics al millor guió adaptat. La pel·lícula va tenir, a més, dues nominacions als Premis Goya: al millor actor revelació (Roberto Enríquez) i a la millor direcció artística (Rafael Palmero). El 2004 es va estrenar la pel·lícula coral En el mundo a cada rato, que incloïa el curtmetratge El secreto mejor guardado rodat a Índia, sobre el virus de la Sida al Tercer Món. Un any després va estrenar un nou llargmetratge, Para que no me olvides, en el qual Fernando Fernán Gómez interpretava un dels seus últims papers. La pel·lícula es va presentar al festival de Berlín i va ser nominada a tres premis Goya: actriu protagonista, de repartiment i direcció artística. El 2010 va dirigir el documental Señora de, que es va projectar en la Seminci de Valladolid i va aconseguir el tercer premi en Temps d'història. També en 2010 realitza el curtmetratge "El amanecer de Misrak", rodat a Etiòpia i que forma part del projecte col·lectiu "Ellas son Àfrica". El 2012 es va estrenar el seu llargmetratge Els nens salvatges, guanyadora en el Festival de Màlaga de la Bisnaga d'Or a la millor pel·lícula i la Bisnaga de Plata a millor guió i millors actors secundaris: Aina Clotet i Alex Monner. El 2017 va dirigir el llargmetratge "Thi Mai, rumbo a Vietnam".
Des de l'any 2001 era professora de direcció a l'Escola de cinema de Madrid (ECAM) i va ser professora de direcció d'actors en escoles, tallers i masters com el master de direcció del CEU, l'ESCAC de Catalunya, el NIC-Institut del cinema de Madrid, l'escola de cinema d'Uruguai o La Central de cinema de Madrid. Va ser membre de la Junta directiva de l'Acadèmia de cinema (2009-2015) i de la CREA, associació de realitzadors de Galícia, i des de l'any 2006 va formar part de la Junta Directiva de CIMA (Associació de dones cineastes i de mitjans audiovisuals), associació de la qual va ser co-fundadora.
Patricia Ferreira va morir el 23 de desembre de 2023, als 65 anys.

## Filmografia

### Sèries de televisió
- Consumo
- Planta Baja
- Equinoccio
- Un dia en la vida de nuestros antepasados
- Oxigeno
- Centros de poder
- La Isla del Tesoro
- Un país en la mochila
- Paraisos cercanos
- Todo el mundo es musica[7][8]

### Directora i guionista de cinema
- 2000: Sé quien eres
- 2002: El alquimista impaciente
- 2004: El secreto mejor guardado
- 2005: Para que no me olvides
- 2010: Señora de
- 2010: El amanecer de Misrak
- 2012: Els nens salvatges
- 2017: Thi Mai, rumbo a Vietnam

## Guardons
Premis
- 2002: Medalla del Cercle d'Escriptors Cinematogràfics al millor guió adaptat per L'alquimista impacient.[9]
- 2012: Bisnaga d'Or al Festival de Màlaga per Els nens salvatges

Nominacions
- Goya al millor director novell